# Anolis leachii
Anolis leachii (пантеровий аноліс) — вид ігуаноподібних ящірок родини анолісових (Dactyloidae). Ендемік Антигуа і Барбуди. Вид названий на честь англійського зоолога Вільяма Елфорда Ліча.

## Поширення і екологія
Пантерові аноліси мешкають на Антигуа, Барбуді і сусідніх острівцях, а також були інтродуковані на Бермудські острови, на Сент-Томас (Американські Віргінські Острови) та на Монтсеррат. Вони живуть в сухих чагарникових заростях, на луках і садах, де зустрічаються на деревах.